# Fusarchaias
Fusarchaias es un género de foraminífero bentónico de la subfamilia Fusarchaiasinae, de la familia Soritidae, de la superfamilia Soritoidea, del suborden Miliolina y del orden Miliolida. Su especie tipo es Fusarchaias bermudezi. Su rango cronoestratigráfico abarca desde el Oligoceno hasta el Mioceno.

## Clasificación
Fusarchaias incluye a las siguientes especies:
- Fusarchaias bermudezi †